# Wolf-Dietrich Kriesel
Wolf-Dietrich Kriesel (* 10. September 1950; † 5. Januar 2022) war ein deutscher Generalmajor der Luftwaffe.

## Berufliches
Kriesel trat um 1970 in die Bundeswehr ein. Er war Luftlage- und Radarleitoffizier. Später fand er im Bundesministerium der Verteidigung und bei der NATO Verwendung. Ab Oktober 2000 war er Referatsleiter des Konzeptionsreferats im Führungsstab der Streitkräfte und wirkte dort an der Entwicklung des Konzepts zur Bundeswehrreform mit.
Von 2009 bis 2012 war er stellvertretender Befehlshaber des Einsatzführungskommandos der Bundeswehr (EinsFüKdoBw).

## Privates
Kriesel wurde von Freunden und Familie Dieter genannt.
Sein älterer Bruder ist der Brigadegeneral a. D. Friedrich-Wilhelm Kriesel.
Er war verheiratet und hatte Kinder aus einer vorherigen Ehe.

## Ehrungen
- 2012: Verdienstkreuz am Bande der Bundesrepublik Deutschland[3]